# Frappé
Il frappé o frappè (anche conosciuto con il termine milkshake) è una bevanda dolce di origine statunitense, preparata frullando un ingrediente di frutta (ad es. banane o fragole) o del cacao, caffè, liquori o sciroppi (ad. es. menta e amarena), con del ghiaccio tritato e latte, aggiungendo poi a piacere zucchero e/o panna montata (il frullato di gelato e latte), il tutto servito in bicchieri alti con cannuccia.